# 8080 Intel
8080 Intel è un asteroide della fascia principale. Scoperto nel 1987, presenta un'orbita caratterizzata da un semiasse maggiore pari a 2,8620037 UA e da un'eccentricità di 0,2845948, inclinata di 9,41793° rispetto all'eclittica.